# Mistrovství Slovenska 1939
La Mistrovství Slovenska 1939 vide la vittoria finale dello Sparta Považská Bystrica.
Imbastita al volo dopo l’invasione nazista della Cecoslovacchia della primavera del 1939, visto il poco tempo a disposizione fu giocata in gare di sola andata.

## Classifica finale
|   | Classifica               | G | V | N | P | GF | GS | Pti |
| - | ------------------------ | - | - | - | - | -- | -- | --- |
| 1 | Sparta Považská Bystrica | 8 | 7 | 1 | 0 | 34 | 6  | 15  |
| 2 | Slovan Bratislava        | 8 | 7 | 1 | 0 | 30 | 11 | 15  |
| 3 | Žilina                   | 8 | 6 | 0 | 2 | 36 | 20 | 12  |
| 4 | Spartak Trnava           | 8 | 4 | 0 | 4 | 29 | 18 | 8   |
| 5 | Juventus Topocalny       | 8 | 4 | 0 | 4 | 21 | 18 | 8   |
| 6 | TTS Trenčín              | 8 | 2 | 1 | 5 | 19 | 31 | 5   |
| 7 | Spišská Nová Ves         | 8 | 2 | 0 | 6 | 19 | 41 | 4   |
| 8 | Tatran Prešov            | 8 | 1 | 1 | 6 | 12 | 28 | 3   |
| 9 | ZTK Zvolen               | 8 | 1 | 0 | 7 | 14 | 41 | 2   |

## Verdetti
- Sparta Považská Bystrica Campione di Slovacchia 1939.
- Nessuna retroceassione